# Liste der Kulturdenkmäler in Raubach
In der Liste der Kulturdenkmäler in Raubach sind alle Kulturdenkmäler der rheinland-pfälzischen Ortsgemeinde Raubach aufgeführt. Grundlage ist die Denkmalliste des Landes Rheinland-Pfalz (Stand: 9. Februar 2023).

## Einzeldenkmäler
| Bezeichnung              | Lage                   | Baujahr                     | Beschreibung                                                                                    | Bild                           |
| ------------------------ | ---------------------- | --------------------------- | ----------------------------------------------------------------------------------------------- | ------------------------------ |
| Quereinhaus              | Elgerter Straße 4 Lage | Anfang des 19. Jahrhunderts | ehemaliges Fachwerk-Quereinhaus, teilweise massiv und verschiefert, Anfang des 19. Jahrhunderts | BW                             |
| Evangelische Pfarrkirche | Kirchstraße Lage       | 13. Jahrhundert             | ehemals St. Kastor; Ostchorturm und Schiff, 13. Jahrhundert, nördliches Seitenschiff von 1937   | weitere Bilder Fotos hochladen |